# Lijst van voetbalinterlands Filipijnen - Hongkong
Deze lijst van voetbalinterlands is een overzicht van alle officiële voetbalinterlands tussen de nationale teams van de Filipijnen en Hongkong. De landen hebben tot nu toe acht keer tegen elkaar gespeeld. De eerste ontmoeting was een wedstrijd tijdens de Aziatische Spelen 1958, op 25 mei 1958 in Tokio (Japan). Het laatste duel, een vriendschappelijke wedstrijd, werd gespeeld in Hongkong op 14 november 2024.

## Wedstrijden
| № | Plaats       | Datum             | Competitie                 | Wedstrijd             | Uitslag |
| - | ------------ | ----------------- | -------------------------- | --------------------- | ------- |
| 1 | Tokio        | 25 mei 1958       | Aziatische Spelen 1958     | Hongkong − Filipijnen | 4 − 1   |
| 2 | Manilla      | 29 maart 1959     | Azië Cup 1960 kwalificatie | Filipijnen − Hongkong | 0 − 7   |
| 3 | Kuala Lumpur | 7 augustus 1971   | Vriendschappelijk          | Filipijnen − Hongkong | 1 − 2   |
| 4 | Hongkong     | 30 januari 1996   | Azië Cup 1996 kwalificatie | Hongkong − Filipijnen | 8 − 0   |
| 5 | Kaohsiung    | 9 oktober 2010    | Vriendschappelijk          | Hongkong − Filipijnen | 4 − 2   |
| 6 | Kaohsiung    | 30 september 2011 | Vriendschappelijk          | Hongkong − Filipijnen | 3 − 3   |
| 7 | Hongkong     | 4 juni 2013       | Vriendschappelijk          | Hongkong − Filipijnen | 0 − 1   |
| 8 | Hongkong     | 14 november 2024  | Vriendschappelijk          | Hongkong − Filipijnen | 3 − 1   |

## Samenvatting
| Competitie            | Totaal gespeeld | Winst Filipijnen | Gelijk | Winst Hongkong | Doelsaldo Filipijnen – Hongkong |
| --------------------- | --------------- | ---------------- | ------ | -------------- | ------------------------------- |
| Azië Cup-kwalificatie | 2               | 0                | 0      | 2              | 0 − 15                          |
| Aziatische Spelen     | 1               | 0                | 0      | 1              | 1 − 4                           |
| Vriendschappelijk     | 5               | 1                | 1      | 3              | 8 − 12                          |
| Totaal                | 8               | 1                | 1      | 6              | 9 − 31                          |

PFF · 
A-internationals · 
Filipijns vrouwenelftal
Afghanistan ·
Australië ·
Azerbeidzjan ·
Bahrein ·
Bangladesh ·
Bhutan ·
Brunei ·
Cambodja ·
China ·
Estland ·
Fiji ·
Guam ·
Hongkong ·
India ·
Indonesië ·
Irak ·
Iran ·
Israël ·
Japan ·
Jemen ·
Jordanië ·
Kirgizië ·
Koeweit ·
Laos ·
Libanon ·
Macau ·
Malediven ·
Maleisië ·
Mongolië ·
Myanmar ·
Nepal ·
Noord-Korea ·
Oezbekistan ·
Oman ·
Oost-Timor ·
Pakistan ·
Palestina ·
Papoea-Nieuw-Guinea ·
Qatar ·
Singapore ·
Sri Lanka ·
Syrië ·
Tadzjikistan ·
Taiwan ·
Thailand ·
Turkmenistan ·
Verenigde Arabische Emiraten ·
Vietnam ·
Zuid-Korea ·
Zuid-Vietnam
HKFA · 
Lijst van A-internationals · 
Hongkongs vrouwenelftal
1960 – 1969 ·
1970 – 1979 ·
1980 – 1989 ·
1990 – 1999 ·
2000 – 2009 ·
2010 – 2019 ·
2020 − 2029
Afghanistan ·
Argentinië ·
Australië ·
Bahrein ·
Bangladesh ·
Bhutan ·
Brazilië ·
Brunei ·
Cambodja ·
Canada ·
China ·
Colombia ·
Denemarken ·
Estland ·
Fiji ·
Filipijnen ·
Guam ·
India ·
Indonesië ·
Irak ·
Iran ·
Israël ·
Japan ·
Jemen ·
Joegoslavië ·
Jordanië ·
Koeweit ·
Kroatië ·
Laos ·
Libanon ·
Liechtenstein ·
Macau ·
Malediven ·
Maleisië ·
Marokko ·
Mauritius ·
Mongolië ·
Myanmar ·
Nepal ·
Noord-Korea ·
Noorwegen ·
Oezbekistan ·
Oman ·
Oost-Timor ·
Palestina ·
Paraguay ·
Qatar ·
Salomonseilanden ·
Saoedi-Arabië ·
Singapore ·
Sri Lanka ·
Syrië ·
Tadzjikistan ·
Taiwan ·
Thailand ·
Turkmenistan ·
Verenigde Arabische Emiraten ·
Vietnam ·
Zuid-Korea ·
Zuid-Vietnam ·
Zwitserland